# Morgan & Morgan
Morgan & Morgan è uno studio legale americano. Fondato nel 1988 da John Morgan, ha sede centrale a Orlando, Florida. Sebbene Morgan & Morgan fosse storicamente considerata uno studio focalizzato su lesioni personali, negligenza medica e azioni legali collettive, ha anche ampliato le sue attività ad altre aree dei servizi legali. Lo studio ha uffici in tutti i 50 Stati degli Stati Uniti e Washington, D.C.

## Storia
Lo studio legale è stato fondato a Orlando, Florida, nel 1988 da John Morgan e dai suoi soci Stewart Colling e Ron Gilbert.
Nel 1989, lo studio legale ha iniziato a fare pubblicità in televisione e radio. Nel 2005, Morgan ha acquistato la quota dei suoi soci della società e ha rinominato lo studio "Morgan & Morgan", aggiungendo anche sua moglie Ultima come socia. L’Orlando Sentinel ha citato una "differenza fondamentale sulla crescita e l'espansione dello studio legale" come motivo della rottura dello studio.
All'inizio degli anni 2000, lo studio si era espanso in tutta la Florida con 420 dipendenti. Nel 2013, lo studio contava 260 avvocati tra 1.800 dipendenti in Florida, Georgia, Mississippi, Kentucky e Manhattan.
Nel gennaio 2011, Charlie Crist si è unito all’ufficio di Tampa di Morgan & Morgan dopo aver espresso interesse a tornare nel campo legale durante la sua ultima settimana in carica come governatore della Florida. Crist ha lavorato principalmente nel settore delle azioni collettive dello studio come avvocato per contenziosi complessi, fungendo da "rainmaker" per lo studio. Nel novembre 2016, dopo quasi sei anni con lo studio, è stato eletto per rappresentare il 13º distretto congressuale della Florida. Nel febbraio 2018, Brad Slager di Sunshine State News ha citato prove che Morgan & Morgan stava "cercando di eliminare tutte le prove" della sua relazione con Crist ora che era un "deputato alle prime armi" con "poco o nessun potere".
Nel 2018, lo studio ha ricevuto oltre due milioni di telefonate e ha firmato 500 nuovi casi ogni giorno. Quell'anno, lo studio ha raccolto 1,5 miliardi di dollari in accordi e ha speso 130 milioni di dollari a livello nazionale in pubblicità. John Morgan è stato uno dei primi avvocati a fare pubblicità su elenchi telefonici e spot televisivi.
Nel 2021, Morgan ha licenziato metà del reparto marketing del suo studio. Il licenziamento del personale è avvenuto sulla scia di una controversa campagna pubblicitaria nazionale Morgan & Morgan, "Size Matters", che avrebbe dovuto trasmettere le grandi dimensioni dello studio, ma è stata criticata come una battuta inappropriata sul membro maschile. I dipendenti che sono stati licenziati avevano criticato le implicazioni falliche della campagna pubblicitaria.
Nel 2024, lo studio legale aveva oltre 3.000 dipendenti, tra cui 1.000 avvocati in 50 Stati e Washington, D.C.

## Cause legali
Morgan & Morgan ha intentato una class action in merito alla violazione dei dati di Equifax avvenuta nel 2017.
Nel 2018, è stata avviata una class action contro Exactis dagli studi legali Morgan & Morgan, DiCello Levitt & Casey e Robbins Geller Rudman & Dowd, a seguito di una violazione dei dati che avrebbe avuto un impatto su circa 230 milioni di americani e 110 milioni di aziende.
Dopo che Morgan & Morgan ha intentato una causa, Healogics Inc. con sede in Florida ha accettato di pagare 22,51 milioni di dollari per risolvere le accuse del False Claims Act secondo cui avrebbe consapevolmente fatturato a Medicare servizi non necessari per i suoi pazienti. Il caso è stato risolto nel 2018.
Morgan & Morgan ha rappresentato diverse vittime dell'incidente delle montagne russe Sand Blaster avvenuto il 15 giugno 2018 sul lungomare di Daytona Beach, quando le montagne russe sono deragliate.
Morgan & Morgan è stato tra gli studi legali che hanno agito per conto dei querelanti nel caso di una fuga di gas del 2015 in California.
Il caso Bethenny Frankel contro TikTok Inc è stato depositato il 6 ottobre 2022, presso la Corte Distrettuale degli Stati Uniti per il Distretto Meridionale di New York. Dopo che Frankel ha appreso che "le sue immagini e i suoi contenuti video venivano utilizzati per vendere prodotti contraffatti". La base della causa era la tecnologia di TikTok, di proprietà della società cinese ByteDance, che consentiva agli utenti di creare immagini e video falsi in cui Bethenny Frankel appariva promuovendo vari beni e servizi in violazione del diritto di pubblicità di Frankel.
In seguito a una sparatoria di massa al Walmart Supercenter in Virginia, i dipendenti danneggiati hanno intentato due cause legali contro la società di vendita al dettaglio, ciascuna chiedendo 50 milioni di dollari di danni. La causa è stata intentata da Morgan & Morgan.
Morgan & Morgan ha intentato una causa in merito al deragliamento del treno in Ohio del 2023.

## Coinvolgimento politico
L’emendamento 2 della Florida del 2016 è stata una campagna politica e legale per consentire l'uso della marijuana medica. Nel 2013, Morgan & Morgan ha lanciato l'iniziativa per modificare la Costituzione della Florida per consentire la marijuana per scopi medici. L'azienda ha speso oltre 15 milioni di dollari per sostenere il cambiamento e ha organizzato la campagna United for Care per promuovere il voto "sì".
Morgan ha donato alla campagna presidenziale del 2016 di Hillary Clinton. Morgan ha donato 355.000 dollari al Biden Victory Fund nell'agosto 2020. Morgan è vicino al fratello minore di Joe Biden, Frank Biden. Morgan ha portato Frank Biden all'insediamento di Joe Biden con il suo jet privato. Morgan ha detto di aver parlato con Frank Biden delle opportunità di lavoro presso Morgan & Morgan.
Morgan & Morgan ha contribuito con 1,5 milioni di dollari a un emendamento costituzionale proposto in Florida per aumentare il salario orario minimo a 15 dollari. Orlando Weekly ha riferito che alcuni dipendenti di Morgan & Morgan guadagnavano meno di 15 dollari all'ora. Quando interrogato da Orlando Weekly, Morgan ha risposto: "So dove vuoi arrivare con questa storia, ed è una stronzata", dicendo che molti dei suoi dipendenti del call center iniziano con uno stipendio annuo di 25.000 dollari (una paga oraria di 15 dollari all'ora equivale a circa 31.200 dollari all'anno), e ha detto a un giornalista "Scommetto che tu non guadagni 25.000 dollari all'anno".
L’emendamento 2 della Florida del 2020 è stata un'iniziativa per promuovere un emendamento alla Costituzione della Florida che è stato approvato il 3 novembre 2020, tramite un referendum statale. Morgan & Morgan è stato un importante donatore del comitato politico Florida for a Fair Wage, donando la maggior parte dei 4,15 milioni di dollari raccolti dalla campagna. L'emendamento richiedeva il 60% del voto popolare per essere approvato. Di conseguenza, il salario orario minimo nello Stato della Florida è destinato ad aumentare a 15 dollari entro il 2026.